# Gare de Marmagne
Ne doit pas être confondu avec Gare de Marmagne-sous-Creusot ou Gare de Saint-Symphorien-de-Marmagne.
La gare de Marmagne est une halte ferroviaire française de la ligne de Vierzon à Saincaize, située sur le territoire de la commune de Marmagne, dans le département du Cher, en région Centre-Val de Loire.

## Situation ferroviaire
Établie à 121 m d'altitude, la gare de Marmagne est située au point kilométrique (PK) 223,946 de la ligne de Vierzon à Saincaize, entre les gares de Mehun-sur-Yèvre et de Bourges.

## Historique
La gare est ouverte en 1847 par la Compagnie du Centre. La ligne est électrifiée en 1997. À l'origine existait un bâtiment qui a été détruit. 

## La gare
En 2012, la halte est desservie par la relation commerciale Vierzon - Bourges (TER Centre-Val de Loire).

## Fréquentation
De 2015 à 2023, selon les estimations de la SNCF, la fréquentation annuelle de la gare s'élève aux nombres indiqués dans le tableau ci-dessous.
| Année     | 2015  | 2016  | 2017  | 2018  | 2019  | 2020  | 2021  | 2022  | 2023  |
| --------- | ----- | ----- | ----- | ----- | ----- | ----- | ----- | ----- | ----- |
| Voyageurs | 6 778 | 7 274 | 6 942 | 5 714 | 6 292 | 4 351 | 5 677 | 8 259 | 7 874 |

## Correspondances
- Ligne 16 : Berry-Bouy/Quais du Prado - Réseau Agglobus